# Język pol
Język pol albo pomo – język z rodziny bantu, używany w Kamerunie i Republice Środkowoafrykańskiej. W 1982 roku liczba mówiących wynosiła ok. 27 tysięcy.